# Rio Cuiá

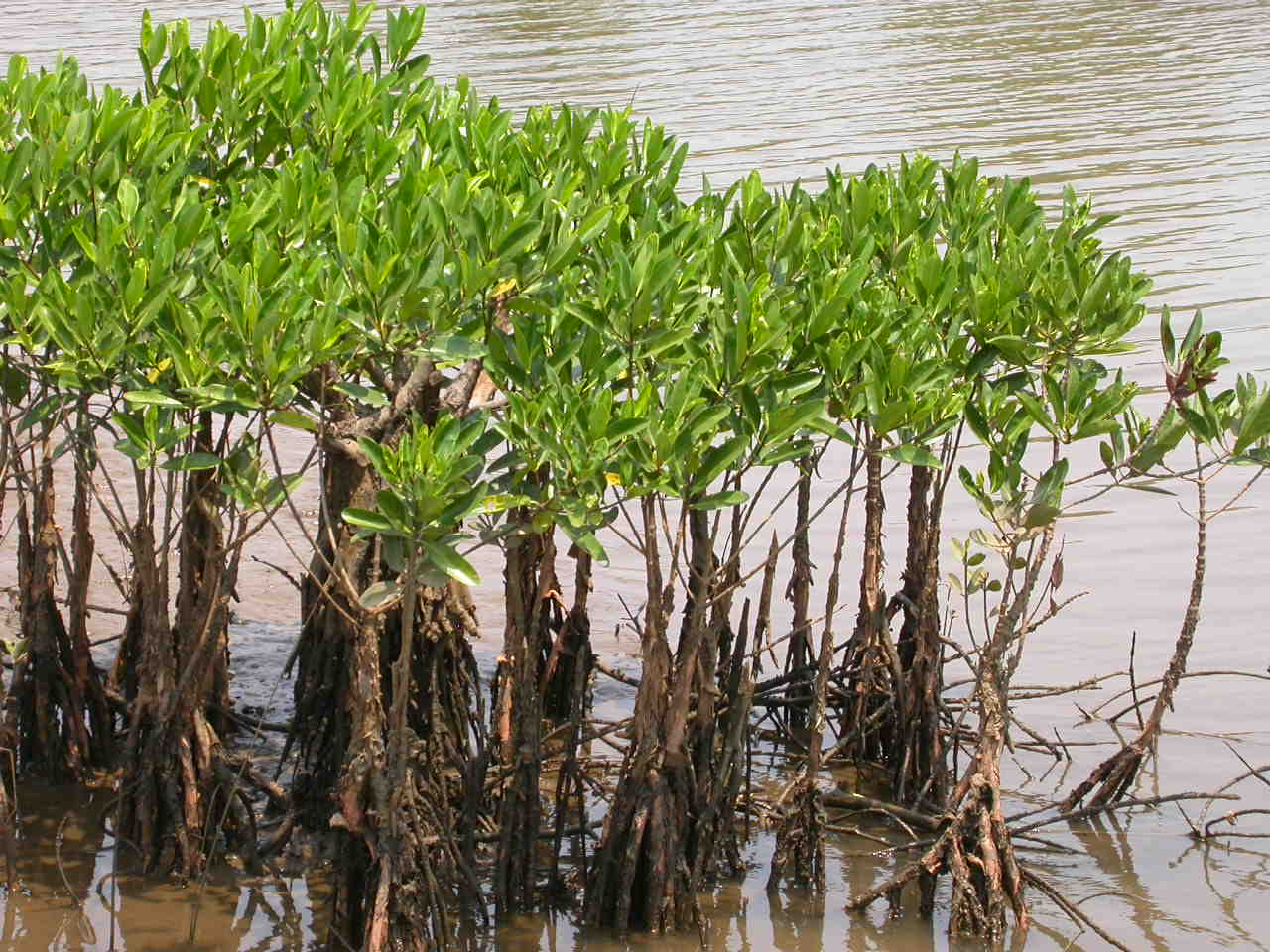
O manguezal da foz do Cuiá encontra-se seriamente ameaçado pela urbanização de João Pessoa

O rio Cuiá é um curso d'água brasileiro que banha o litoral do estado da Paraíba. Limita-se a sul com a bacia do rio Gramame e a norte com a do Jacarapé.

## Bacia hidrográfica

### Características
O Cuiá nasce no perímetro urbano de João Pessoa (Microrregião de João Pessoa) e recebe as águas dos riachos Laranjeiras, Mangabeira e Sonhava para então desaguar no Oceano Atlântico. Os bairros limítrofes são: Grotão, Radialistas, Ernesto Geisel, José Américo, Valentina e Mangabeira. Próximo às nascentes há fazendas de criação de gado.
Em 2011, a prefeitura de João Pessoa criou o Parque Natural Municipal do Cuiá, constituído da antiga Fazenda Cuiá, localizada no bairro do Valentina de Figueiredo. A área detém em torno de 20 hectares de remanescentes de Mata Atlântica, a qual terá uso restrito científico-educacional, com trilhas educativas guiadas e espécies da flora identificadas.

### Bacia hidrográfica
O sistema hidrográfico da bacia do rio Cuiá é composto pelo rio Cuiá, que é o principal curso d’água, com sua nascente localizada no conjunto habitacional dos Grotões e desaguando na Praia do Sol, com um comprimento de 8 km. Sua margem direita é composta por alguns córregos e pelo riacho Mangabeira com um comprimento de 2 km, e na sua margem esquerda pelo rio Laranjeira que tem uma extensão de 5,5 km e por fim o riacho Sonhava com uma extensão de 5,3 km. A bacia do rio Cuiá, segundo o método de Strahler, foi classificada como uma drenagem de quarta ordem,  e uma densidade de drenagem de 1,083 km/km2 , com uma extensão média do escoamento superficial igual a 0,23 km e uma sinuosidade de 1,12. Possui predominantemente padrão de drenagem dendrítica ou dendróide, anastomosada que se desenvolve em rochas de resistência uniforme. Podendo também ser classificada como exorréica, já que a água captada desta hidrográfica escoa para o mar.
A bacia hidrográfica do rio Cuiá está inserida no município de João Pessoa, com uma área de aproximadamente 40 km2 com valores altimétricos que variam de 0 até 60 m, e está delimitada pelas coordenadas UTM 302.000E/9.210.000N e 292.000E/ 9.200.000N. Limita-se ao norte com a Bacia do Rio Jacarapé, ao sul com a Bacia do Rio Gramame, e ao oeste com o conjunto Habitacional Ernany Sátiro e a leste com o Oceano Atlântico.
A bacia hidrográfica do rio Cuiá abrange na nova divisão de bairro da prefeitura municipal de João Pessoa 21 bairros, sendo por completo os bairros de Água Fria, Anatólia, Boa Esperança, Cidade dos Colibris, Cuiá, José Américo, Valentina e Paratibe e parcialmente os bairros dos Bancários, Barra do Gramame, Costa do Sol, Cristo Redentor, Ernesto Geisel, Grotão, Gramame, Jardim Cidade Universitária, Jardim São Paulo, João Paulo Segundo, Mangabeira, Mucumagro e Jardim Botânico Benjamim Maranhão.

### Aspectos Geológicos
A bacia do rio Cuiá está situada na bacia sedimentar Paraíba-Pernambuco-Rio Grande do Norte e na sub-bacia sedimentar Alhandra, inserida sobre sedimentos de idade cretáceapaleocênica e plioplestocênica, sendo recoberta pela formação barreiras.

### Aspectos Climáticos
Segundo a classificação de Köppen, a bacia do rio Cuiá possui um clima quente e úmido com chuvas de outono e inverno As’, com um bioclima Mediterrâneo ou nordestino sub-seco 3dth, que é predominante na região litorânea de João Pessoa. Os ventos predominantes são de sudeste, leste e sul, atingindo uma velocidade de 2,6 m/s, sendo esta velocidade característica de ventos calmos e a pluviosidade média anual com base nos valores pluviométricos dos postos Marés, Mangabeira e Conde fica entre 1.660 mm e 1.871 mm, distribuídos durante todo o ano, sendo que o período chuvoso é de 6 a 7 meses (março a agosto) e a umidade relativa situa-se entre 80 e 85%.

### Poluição
Em 21 agosto de 2012, uma equipe do projeto itinerante «A Mata Atlântica é Aqui», da ONG SOS Mata Atlântica, colheu amostras da água do Cuiá. Tal coleta foi feita em uma parte do curso do rio aparentemente limpa e sem poluição visível, com muita vegetação, dentro de uma Área de Preservação Permanente (APP). A conclusão da coleta foi o que se viu no rio Sanhauá, o qual havia sido analisado em período anterior: índice de poluição regular, já que a poluição começa a acontecer próximo às nascentes, com o despejo de esgoto das regiões limítrofes.